# Wil (begrip)
De wil is het bewuste vermogen van de mens om van een gedachte of een geheel van gedachten, een plan, over te gaan naar een handeling om een toestand te bestendigen, te veranderen of te doen ingaan.

## Filosofie
In de filosofie wordt in het algemeen aangenomen dat alleen een intelligent persoon met een bewustzijn van zichzelf, een zelfbewustzijn, iets kan willen. Dieren worden geacht alleen door instinct te worden geleid, hoewel de hogere primaten ook over enig zelfbewustzijn zouden beschikken en dus iets kunnen 'willen'.
Over de wil van de mens is door de eeuwen heen uitvoerig gesproken en geschreven door talloze filosofen en theologen. In de zestiende en zeventiende eeuw is intensief gedebatteerd over het functioneren van de wil, bekend werd de controverse tussen de Rotterdamse theoloog Erasmus en de Wittenberger kerkhervormer Luther. Erasmus betoogde in 1524 in zijn verhandeling De libero arbitrio (Over de vrije wil) dat de mens op eigen kracht voor het goede kan kiezen. In 1525 reageerde Luther met De servo arbitrio (Over de gebonden wil) en stelde dat de menselijke natuur dusdanig corrupt is, dat zij onder alle omstandigheden naar het boze zal neigen. Deze standpunten liggen diametraal tegenover elkaar en heet de wil ofwel autonoom en vrij, dan wel knechtelijk en gebonden. In de negentiende eeuw was de wil een van de hoofdonderwerpen van beschouwing bij onder meer Arthur Schopenhauer, Richard Wagner en Friedrich Nietzsche. Schopenhauer vormt een uitzondering op de gangbare definitie van de wil: volgens hem is alles wat leeft (dus ook planten en dieren) bezield met een wil tot leven. Volgens hem is de wil volledig gedetermineerd; er bestaat volgens hem dus geen vrije wil.
Bij Nietzsche zal het idee van een wil tot leven later getransformeerd worden tot het idee van een wil tot macht.

## Psychologie
In de psychologie categoriseert Abraham Maslow met zijn piramide van Maslow de behoeften, die de wil aansturen. De wilsfunctie is grondig bestudeerd en beschreven door de psychologen Roberto Assagioli en Rollo May, allebei bekend in de school van de humanistische psychologie. Assagioli met zijn boek "Over de wil" -sturend mechanisme in het menselijk handelen- vert. van The Act Of Will (Servire, Katwijk a/z, 4de druk, 1987, ISBN 90-6325-186-6). May poneert met zijn boek "Liefde en Wil" dat de harmonische synthese van liefde en wil het hoogste is wat een mens in zijn leven kan bereiken. In de moderne cognitieve psychologie wordt wilskracht gezien als een vorm van zelfcontrole. Dit is het proces waardoor gedachten, doelstellingen of gevoelens kunnen worden onderdrukt of veranderd. Zelfcontrole wordt ook wel gerekend tot executieve functies van de mens. Vooral de frontale delen van de hersenen zouden betrokken zijn bij de regulatie van deze processen. Wilskracht en zelfcontrole gaan vaak gepaard met mentale inspanning.

## Recht
In het recht speelt de wil een belangrijke rol als vereiste voor de rechtgeldigheid van rechtshandelingen. Alleen rechtshandelingen die tot stand zijn gekomen op basis van de vrije wil daartoe van de betrokken partij, bij een eenzijdige rechthandeling als het opmaken van een uiterste wilsbeschikking, of de betrokken partijen bij meerzijdige rechthandelingen als het sluiten van een overeenkomst, zijn rechtsgeldig. Een wilsgebrek is het gebrekkig tot stand komen van de wil, waardoor een beschikking of overeenkomst vernietigbaar kan zijn. Hiervan is sprake bij bedreiging, bedrog, misbruik van omstandigheden of dwaling. In het strafrecht is alleen sprake van strafbaarheid als de wil tot het plegen van de daad bewezen kan worden.

## Gezegden
- Tegen wil en dank: met tegenzin, gedwongen.
- Waar een wil is, is een weg.
- Willens en wetens: opzettelijk en bewust.
- De willekens groeien in de bossen: woordspeling met 'wilg'; gezegd om een kind te weigeren wat het wil.